# 品川区立城南小学校
品川区立城南小学校（しながわくりつ じょうなんしょうがっこう）は、東京都品川区南品川にある公立小学校。

## 沿革
- 1874年（明治7年）12月5日 - 第一大学区第二中学区八番公立小学校「城南小学校」として開校。
- 1880年（明治13年）11月 - 妙国寺（現:天妙国寺）の修成院跡に校舎新築。
- 1908年（明治41年）9月 - 東海小学校に約3分の1の児童を送る。
- 1912年（明治45年）11月16日 - 校舎改築・落成。
- 1920年（大正9年）
  - 4月11日 - 荏原郡浅間台尋常小学校（現:品川区立浅間台小学校）開校。
  - 9月1日 - 浅間台尋常小学校に児童150名を送る。
- 1935年（昭和10年）12月16日 - 校歌制定。
- 1937年（昭和12年） - プール設置。
- 1938年（昭和13年）11月1日 - 東京市城南第二尋常小学校（現:品川区立城南第二小学校） 開校。児童393名を送る。
- 1947年（昭和22年）4月 - 東京都品川区立城南小学校と改名。
- 1948年（昭和23年）4月 - 東京都品川区立城南中学校を併置。
- 1990年（平成2年）3月 - 万年塀・防球ネット完成。
- 1994年（平成6年）
  - 10月 - 観察池完成。
  - 12月 - 開校記念室完成。
- 1999年（平成11年）
  - 8月 - 校舎耐震工事。
  - 9月 - パソコン室設置。
  - 11月 - 体育館改修工事。
- 2001年（平成13年）9月30日 - 普通教室と特別教室にパソコンを設置し、校内LAN化。
- 2003年（平成15年）
  - 8月 - 省エネルギーナビ設置。
  - 9月22日 - すまいるスクール開校。
  - 12月 - 屋上果樹園・屋上芝生広場設置。
- 2004年（平成16年）10月 - 城南子ども御輿寄贈。
- 2010年（平成22年）3月 - 教室増設・開港記念室移設校。庭拡張整備。
- 2014年（平成26年）4月 - 英語科モデル校に指定。
- 2015年（平成27年）4月 - 日本の伝統・文化教育推進校に指定。
- 2016年（平成28年）4月 - 特別支援教室「かがやき」開設。体力向上モデル校に指定。
- 2017年（平成29年）
  - 4月 - 品川コミュニティスクールに指定。
  - 6月 - 遺跡発掘調査。
- 2018年（平成30年）4月 - オリンピック・パラリンピック教育アワード校に指定。
- 2020年（令和2年）
  - 2月 - 現校舎が竣工。
  - 4月 - 新校園舎へ移転。地下2階地上4階建の校舎新築。
- 2021年（令和3年）2月 - 新校庭引き渡し式と新校園舎落成式挙行。

## 教育目標
賢く、清らかに

## 通学区域
出典
- 東品川3丁目（22番～27番）
- 東品川4丁目（全域）
- 南品川2丁目（全域）
- 南品川3丁目（全域）

## 進学先中学校
出典
- 品川区立東海中学校

## 学校周辺
- 天妙国寺
  - 天妙国寺鳳凰会館
- 長徳寺
- 常行寺
- 社会福祉法人あざみ会どんぐり保育園
- 品川区立南品川二丁目児童遊園
- 京急電鉄本線

## アクセス
- 京急電鉄本線新馬場駅から、徒歩約400m・約6分。
- 東急バス「品94」・「渋41」の各系統で、「南馬場」バス停下車後、約220m・約3分。